# Ignacio María del Castillo y Gil de la Torre
Ignacio María del Castillo y Gil de la Torre   (Veracruz, 9 de febrer de 1817 - Madrid, 8 de gener de 1893) va ser un militar i polític espanyol. Com a militar va lluitar en la Tercera Guerra Carlina i com a polític va ser senador en diverses ocasions, Governador de Cuba (1883-84) i ministre de la Guerra (1886-87) durant la restauració borbònica. El 17 de setembre de 1887, la reina regent Maria Cristina d'Habsburg-Lorena li va concedir el títol nobiliari de comte de Bilbao, amb Grandesa d'Espanya.

## Infància i formació
Ignacio María del Castillo va néixer en 1817 a Veracruz a Mèxic. Aleshores Mèxic pertanyia encara a Espanya, encara que la lluita per la Independència de Mèxic estava prop de concloure uns pocs anys més tard (1821). Castillo era un crioll descendent d'espanyols.
Sent molt jove Castillo va viatjar a Espanya, on duria a terme la seva formació acadèmica i militar i mai més retornaria al seu país de naixement. Va estudiar al Reial Seminari de Bergara (País Basc).

## Membre de l'Arma d'Enginyers
En 1835 va ingressar en l'exèrcit com a cadet de l'Arma d'Enginyers. En 1838 va aconseguir ascendir al grau d'alferes.
Ja en 1839 va prendre part activa en alguns episodis de la Primera Guerra Carlista (Batalla de Ramales) lluitant en el bàndol liberal/governamental a les ordres de Baldomero Espartero. Va participar en les operacions i setge de Guardamino on l'obertura amb explosius de la bretxa i assalt a viva força, li va valer el grau de capità.
Posteriorment formaria part de l'expedició militar a Portugal que va encapçalar el General Concha en 1847 i que va derrotar el Setembrisme, restablint al govern a la reina Maria II de Portugal. Va ser professor de l'Acadèmia d'Enginyers; i entre 1863 i 1869 Coronel Cap del Primer Regiment d'Enginyers, situat a Madrid.

## Tercera Guerra Carlista i setge de Bilbao
En 1872 va esclatar la Tercera Guerra Carlina. Ignacio María del Castillo, que aleshores havia aconseguit ja el grau de brigadier, va ser destinat com a comandant general de les forces governamentals a Guipúscoa.
A Guipúscoa va fer mèrits militars que li van valer ser nomenat mariscal de camp. A l'any següent va ser traslladat a Bilbao com a governador militar de la plaça, on va dirigir la defensa de la vila durant el setge al que la van sotmetre les forces carlistes. Aquesta defensa es va perllongar des del 27 de desembre de 1873 fins al 2 de maig de 1874. Gràcies als seus coneixements d'enginyeria Castillo va organitzar una eficaç defensa i va evitar que la principal ciutat del País Basc caigués en mans dels carlistes. La defensa de Bilbao va ser una de les claus que van contribuir a la derrota carlista uns anys després i va convertir a Castillo en un heroi. Com recompensa d'aquests fets d'armes va ser ascendit a tinent general.

## Diferents càrrecs, Governador de Cuba
Després de solucionar amb èxit el setge de Bilbao i encara que la Guerra Carlista encara no havia finalitzat, va ser rellevat del seu lloc al País Basc i nomenat Capità General de la Regió Militar de València.
A la fi de 1874 li va ser ofert per Arsenio Martínez-Campos el comandament de les tropes que havien de revoltar-se a Sagunt per proclamar la Restauració borbònica, però Castillo no va acceptar la proposició. Entre 1876 i 1877 va ser Senador en Madrid, representant a la Província de Biscaia, on havia obtingut gran popularitat en els mitjans liberals per la seva participació en la defensa de Bilbao.
En 1877 va ser nomenat Capità General d'Aragó. En 1883 va ser nomenat Governador General i Capità General de Cuba, prenent el govern civil i militar de la colònia espanyola. Va estar en aquest càrrec un breu període, poc més d'un any, entre el seu nomenament al juliol de 1883 fins a la seva dimissió a l'octubre de 1884.
En 1886 va ser escollit per segona vegada senador en representació de la província de Biscaia.

## Ministre
En 1886, Mateo Sagasta del Partit Liberal el nomenà ministre de la Guerra dins del seu gabinet. Castillo ocuparà aquest càrrec entre el 9 d'octubre de 1886 i el 9 de març de 1887.
Durant el seu mandat es va dedicar de ple a la reorganització de l'exèrcit i de l'administració militar. La seva principal reforma va consistir en la supressió de l'ocupació de sergent primer, ja que considerava que els sergents primers solien ser el principal instrument de les revoltes militars. També va exercir, entre el 4 de febrer i l'11 de febrer de 1887, i de forma interina, el càrrec de ministre de marina.
Després de presentar la seva dimissió a la fi de febrer de 1887, va ser nomenat Senador vitalici (va dimitir als pocs mesos). Una vegada abandonat el seu càrrec se li va concedir el títol nobiliari de comte de Bilbao (4-4-1887) i va ser nomenat Comandant General del Reial Cos d'Alabarders (29-4-1887).
L'11 de febrer de 1889 cessa com a Comandant general dels Alabarders i passa a la reserva de l'estat major de l'exèrcit. Va morir en 1893 en Madrid i les seves restes van ser traslladades a un panteó situat a Bilbao, on estaven enterrats els que van morir defensant la vila en la Tercera Guerra Carlista.
Hi ha un carrer en el seu honor al Barri de San Frantzisko de Bilbao (Carrer General Castillo).